# Hadżi Mustafa Pasza

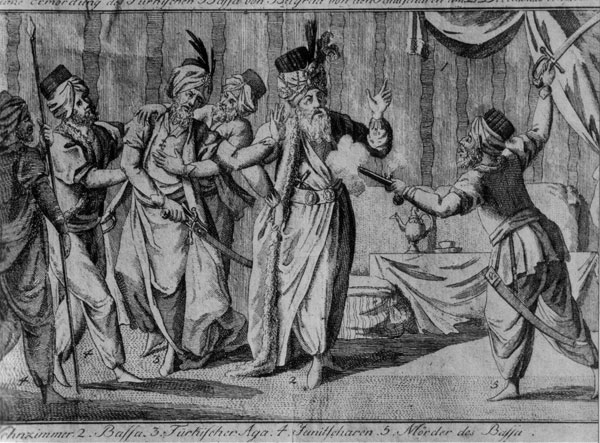
Ilustracja z 1802 roku, przedstawiająca scenę zamordowania Hadżi Mustafy Paszy przez janczarów

Hadżi Mustafa Pasza (ur. 1733, zm. 15 grudnia 1801) – osmański dowódca wojskowy oraz polityk pochodzenia greckiego. 
Brał udział w wojnie austriacko-tureckiej (1787-1791) oraz wojnie rosyjsko tureckiej (1768-1774). W latach 1793–1801 był gubernatorem paszałyku belgradzkiego, który obejmował obszar dzisiejszej Serbii. Rządził w sposób liberalny i sprawiedliwy, dzięki czemu zyskał sympatię mieszkających tam Serbów, którzy nadali mu przydomek "serbska matka". Dzięki poparciu ludności serbskiej udało mu się powstrzymać najazd na Belgrad wojsk Osmana Pasvanoglu, który opierając się na janczarach, zbuntował się przeciwko sułtanowi Selimowi III. Jednak wobec najazdu wojsk Napoleona Bonaparte na osmański Egipt, sułtan zdecydował się zakończyć wojnę domową i przebaczyć Pasvanoglu. Janczarowie, którzy kiedyś zostali wygnani z paszałyku belgradzkiego, otrzymali zgodę na powrót. Początkowo udawali lojalność wobec Paszy, jednak 15 grudnia 1801 znowu podnieśli bunt. Hadżi Mustafa Pasza został zamordowany w swoim pałacu, a janczarscy przywódcy przejęli władzę w paszałyku. 